# Zoura (Kongoussi)
Pour les articles homonymes, voir Zoura.
Ne doit pas être confondu avec Zoura-Foulbé.
Zoura est une localité située dans le département de Kongoussi de la province du Bam dans la région Centre-Nord au Burkina Faso. Lors du recensement de 2006, on y a dénombré 960 habitants. 